# جون-بابتيست هاشيم
جون بابتيست هاشيم (24 يونيو 1929–3 مايو 1998) هو ضابط عسكري من بنين،كان رئيسًا مؤقتًا لبنين لمدة يوم واحد من 18 ديسمبر 1967 حتى 19 ديسمبر 1967،وتولى الحكم بعد انقلابه على كريستوف سوغلو،وطرد من الجيش مرتين،وذلك بسبب إقامته في الجنوب،حيث يشغل مناصب صغيرة وشبه المعطلة،وتم اعتقاله لمدة 20 عامًا،وفي 1984،تم إطلاق سراحه.